# Соціальне середовище
Соціа́льне середо́вище (в сучасній соціальній теорії називається «соціальне мільйо», від фр. milieu, [miˈljøː] — середина) — оточуючий зовнішній соціальний світ (соціум) — норми, закони, правила, традиції, які впливають на людину або соціальну групу. 
Включає в себе суспільні (матеріальні та духовні) умови становлення, існування, розвитку та діяльності людей, які тісно пов'язані з суспільними відносинами, у які ці люди включені.
Середовище — це сукупність умов існування людини та суспільства. У соціології під соціальним середовищем людини розуміють економічні, політичні, соціальні, духовні, територіальні умови, що впливають на становлення особистості.